# San Francisco Gotera
San Francisco Gotera est une municipalité du Salvador, capitale du département de Morazán.
La ville est située à 169 kilomètres à l'est de San Salvador, la capitale du Salvador, et dans le nord-est du pays.